# Tramwaje w Toluce
Tramwaje w Toluce − zlikwidowany system komunikacji tramwajowej w meksykańskim mieście Toluca, działający w latach 1909−1946.

## Historia
Pierwsze tramwaje w Toluce zostały uruchomione w 1882 jako tramwaje konne. W 1884 rozbudowano system o 16 km i tramwaje dotarły do Zinacantepec i do San Juan de Las Huertas. W 1909 otwarto linię podmiejską z Meksyku. Przed 1938 wprowadzono do eksploatacji tramwaje benzynowe. System tramwajowy w Toluce zlikwidowano w 1946. 